# Charles Renaud de Vilbac
Alphonse Zoé Charles Renaud de Vilbac (* 3. Juni 1829 in Montpellier; † 19. März 1884 in Ixelles) war ein französischer Organist und Komponist.
Renaud de Vilbac kam dreizehnjährig ans Conservatoire de Paris, wo er bei François Benoist Orgel und bei Fromental Halévy Komposition studierte. Kurz nach seinem fünfzehnten Geburtstag gewann er 1844 mit der Kantate Le Renégat de Tanger nach Claude-Emmanuel de Pastoret den Zweiten Premier Grand Prix de Rome.
1855 wurde er Organist an der Merklin-Schütze-Orgel der Kirche Saint-Eugène-Sainte-Cécile in Paris. Er hatte die Stelle bis 1871 inne, sein Nachfolger wurde Raoul Pugno. Renaud de Vilbac komponierte eine Oper und eine Operette, daneben eine Anzahl von Orchester- und Klavierwerken sowie Klaviertranskriptionen (zum Beispiel von Saint-Saëns’ Danse Macabre). Außerdem verfasste er eine Méthode de l’Orgue ou d’Harmonium.

## Werke
- Au clair de lune Operette nach einem Libretto von Antoine de Léris, UA am Théâtre des Bouffes-Parisiens 1857
- Don Almanzor, Buffo-Oper nach einem Libretto von Eugène Labat und Louis Ulbach, UA am Théâtre-Lyrique, 1858
- Menuet Louis XV
- Ophélia, Nocturne
- Petite Fantaisie sur la mélodie de Tissot
- Lili-Polka
- Petite poupée chérie, Walzer
- Caresses enfantines, Mazurka
- Echo du désert, arabische Rêverie
- Sonnez clairons, Militärmarsch
- Caprice Styrien
- Fior di speranza